# Astra BM 201
L'Astra BM 201 est, à l'origine, un camion militaire porteur 4x4 fabriqué par le constructeur italien Astra SpA, de 1978 à 1983.
Ce véhicule, conçu selon le cahier des charges spécifique de l'armée italienne, a été livré aux couleurs de l'armée et en blanc pour la Croix-Rouge italienne.
Il conserve la robustesse des productions Astra qui en a fait la réputation depuis son origine. La cabine, complète sur toute la largeur du véhicule, une nouveauté pour la marque qui a toujours livré ses véhicules de chantier avec des demi-cabines pour le seul conducteur, est en fibre de verre. Son châssis autorise des charges de 30 tonnes dans seule configuration porteur 4x4, bien au-delà des limites du code de la route en Italie.
Une version « civile » a été commercialisée, toujours en configuration 4x4. Ce sera un rare modèle du constructeur à connaître cette configuration, le constructeur italien n'ayant, depuis ses deux modèles d'origine BM 1 et BM 2, jamais plus proposé de camion à deux essieux. Une version mezzo d'opera a été homologuée pour un PTC de 20,0 tonnes.
Cette cabine, dont le style a été emprunté au Fiat série T, Fiat 684 et 697 sera également utilisée sur le BM 25, un véhicule de chantier 6x4.